# Div (1956.)
Div (eng. Giant) je američka drama iz 1956. godine koju je režirao George Stevens, a koja je temeljena na istoimenoj knjizi autorice Edne Ferber čiji su scenarij napisali Fred Guiol i Ivan Moffat. U filmu su glavne uloge ostvarili Elizabeth Taylor, Rock Hudson, James Dean, Carroll Baker, Jane Withers, Chill Wills, Mercedes McCambridge, Dennis Hopper, Sal Mineo, Rod Taylor, Elsa Cardenas i Earl Holliman. Div je bio posljednji film kojeg je snimio glumac James Dean prije smrtonosne automobilske nesreće. Zahvaljujući toj ulozi, Dean je postumno zaradio svoju drugu nominaciju za prestižnu filmsku nagradu Oscar. Glumac Nick Adams pozvan je kako bi posudio svoj glas za neke Deanove scene. 
Godine 2005. film je izabran za očuvanje od strane Nacionalnog filmskog registra zbog svoje "kulturne, povijesne i estetske važnosti." 

## Radnja
Jordan "Bick" Benedict (Rock Hudson), voditelj bogatog obiteljskog ranča u Teksasu odlazi u državu Maryland kako bi kupio konja Rat Vjetrova. Tamo upozna Leslie Lynnton (Elizabeth Taylor) koja prekida svoje zaruke s diplomatom (Rod Taylor) i postaje Bickova supruga.
Zajedno se vraćaju u Teksas kako bi započeli zajednički život na ranču Reata na kojem Bickova sestra Luz (Mercedes McCambridge) vodi domaćinstvo. Luz se ne sviđa Lesliein dolazak i pokušava je zatrašiti. Jett Rink (James Dean) radi za Luz i nada se da će sreću pronaći kada napusti Teksas; također je i potajno zaljubljen u Leslie. Luz izražava svoju negostoljubivost prema Leslie ozlijedivši njezinog omiljenog konja, Rata Vjetrova, za vrijeme jahanja. Međutim, ubrzo pogiba nakon što je konj izbaci iz sedla, a jedan od dijelova njezine oporuke jest i taj da Jett dobije mali dio zemlje koji se nalazi unutar Benedictovog ranča. Bick pokuša otkupiti zemlju, ali Jett ga odbija. Umjesto toga, on podigne ogradu oko granica njegove zemlje, a samo imanje prozove Mala Reata. Uskoro Leslie rađa blizance, Jordana "Jordyja" Benedicta III (Dennis Hopper) i Judy Benedict (Fran Bennett) te kasnije i najmlađu kćerku Luz II (Carroll Baker). 
Nakon što ga jednog dana Leslie posjeti i ostavi svoj otisak stopala u zemlji, Jett upravo na tom mjestu vidi tragove nafte te započne bušiti. Uskoro pronađe izvor, a nafta ga u potpunosti prelije. Odlazi do dvorišta kuće Benedictovih i izjavljuje da će postati bogatiji od svih njih. Nakon što uputi neukusnu seksualnu opasku prema Leslie, Bicka ga udara, ali mu Jett ne ostaje dužan. U godinama prije Drugog svjetskog rata, Jettova naftna kompanija "Jetexas" postaje sve bogatija. Odlučan u nakani da ostane rančer kao i njegovi preci, Bick odbija nekoliko Jettovih ponuda o bušenju njegove puno veće zemlje za pronalazak nafte.
U međuvremenu u kući obitelji Benedict rastu tenzije oko toga na koji način roditelji žele odgajati svoju djecu. Bick inzistira na tome da ga Jordy mora naslijediti i voditi imanje kao što su to radili njegov otac i djed - ali Jordy želi postati doktor. Leslie želi da Judy ode u školu u Švicarsku, ali Judy voli ranč i želi studirati stočarstvo na Sveučilištu u Teksasu. Oboje djece uspiju u svojim nakanama. Nakon što započne rat, Jett ponovno posjećuje Benedicte i nagovara Bicka da krene u naftni biznis kako bi pomogao državi. Shvativši da njegova djeca neće preuzeti ranč nakon što ode u mirovinu, Bick pristaje. Luz II koja se nalazi u tinejdžerskim godinama započne flertovati s Jettom. Nakon što započne bušenje nafte na njihovom ranču, bogata obitelj Benedict postaje još bogatija pa izgrađuju bazen u dvorištu kuće. 
Nakon završetka rata nastavlja se rivalstvo između Benedicta i Rinka pogotovo nakon što Benedicti otkriju da se Luz II i Jett viđaju. Na gala večeri koju je Jett organizirao u svoju čast, nakon što Jordyjevu suprugu meksičkog podrijetla Juanu (Elsa Cardenas) uvrijede Jettove zaposlenice na temelju njezine rasne pripadnosti, bijesni Jordy potuče se s Jettom. Jett ga nekoliko puta udara pred ruljom u velikoj sali, a nakon toga ga njegovi ljudi izbacuju van. U tom trenutku dolazi Bick i izaziva Jetta na dvoboj. Pijan i gotovo nerazgovjetan, Jett odlazi s Bickom u ostavu. Vidjevši da Jett nije u stanju braniti se, Bick spušta svoje šake i govori mu da nije niti vrijedan udaranja, te da je gotov. Nakon toga odlazi, ali prije toga ruši police s Jettovim skupi alkoholnim pićima. Jett, sada već potpuno alkoholiziran, ruši se u nesvijest za stolom baš u trenutku kad treba održati govor. Svi gosti odlaze. Kasnije u salu dolazi Luz II i vidi ga kako se pokušava oporaviti potpuno sam, govoreći sam sebi da ga je oduvijek zanimala Leslie i da je s mladom djevojkom želio biti samo kako bi na taj način simbolično bio s njezinom majkom. 
Sljedećeg dana svi Benedicti, osim Jordyja, voze se automobilom natrag kući i stanu u zalogajnicu pokraj ceste. Juana i njezin mali sin ponovno su izloženi uvredama na rasnoj pripadnosti, a nakon što vlasnik lokala Sarge (Mickey Simpson) uvrijedi i počne fizički tjerati starijeg meksikanca iz svog restorana, Bick ga pokuša spriječiti. Dolazi do tuče koju Bick gubi. Juana, Leslie i Luz II su zgađene Sargeovim rasizmom, ali istovremeno ponosni na Bicka koji mu se pokušao suprotstaviti. 
Natrag na ranču Bick i Leslie gledaju svoju unučad, dečka plave kose i Latinosa te se prisjećaju svojih života i obitelji. Leslie govori Bicku da, nakon što ga je vidjela kako se tuče u zalogajnici, još više cijeni njegovu evoluciju u razumijevanju ljudi kao jednakih, a ne onih koji su bogati i siromašni.

## Glumačka postava
- Elizabeth Taylor kao Leslie Benedict
- Rock Hudson kao Jordan "Bick" Benedict Jr.
- James Dean kao Jett Rink
- Carroll Baker kao Luz Benedict II
- Jane Withers kao Vashti Snythe
- Ray Whitley kao Jettov menadžer
- Chill Wills kao ujak Bawley
- Mercedes McCambridge kao Luz Benedict
- Dennis Hopper kao Jordan Benedict III
- Sal Mineo kao Angel Obregon II
- Rod Taylor kao Sir David Karfrey
- Earl Holliman kao "Bob" Dace
- Paul Fix kao Dr. Horace Lynnton
- Judith Evelyn kao gđa Nancy Lynnton
- Carolyn Craig kao Lacey Lynnton
- Fran Bennett kao Judy Benedict
- Elsa Cárdenas kao Juana Guerra Benedict

## Teme filma
Glavna tema filma odnosi se na prikaz kako je naftna industrija transformirala rančere iz Teksasa u super-bogate ljude svoje generacije.
Također, jedan od glavnih podzapleta je i rasizam protiv meksičkih amerikanaca koji žive i rade u Teksasu. Na početku filma, Bick i Luz se rasistički odnose prema Meksikancima koji rade na njihovom imanju, što uznemiruje Leslie. Međutim, do kraja filma, Bick shvaća da je rasizam pogrešan i brani svoju snahu i unuka te tako dobiva još veće poštovanje od Leslie. Još jedan podzaplet filma odnosi se i na jednako tretiranje žena što se pogotovo vidi u Leslienom otporu prema Bicku koji joj pokušava naređivati i kontrolirati ju. 

## Produkcija
Prvi dio filma snimljen je u okrugu Albemarle, država Virginia koji je "glumio" državu Maryland. Većina kasnijeg dijela filma čija se radnja odvija na ranču Benedictovih, Reata, snimljena je u gradu Marfa (država Teksas) dok su interijeri snimljeni u studiju Burbank u Kaliforniji. Scene parade za "Dan Jetta Rinka" te zabave na aerodromu snimljene su blizu aerodroma Burbank.
Izmišljeni lik Jetta Rinka bio je dijelom inspiriran nevjerojatnim bogatim životom naftnog tajkuna Glenna Herberta McCarthyja (1907. – 1988.). Autorica knjige Edna Ferber upoznala je McCarthyja kada je rezervirala sobu u njegovom hotelu Shamrock Hotel (poznat kao Shamrock Hilton od 1955.) u Houstonu. Taj hotel poslužio je kao inspiracija za izmišljeni hotel Emperador u kojem se odvija dio radnje iz knjige i filma.
Australski glumac Rod Taylor dobio je ulogu nakon što su ga vidjeli u epizodi Studija 57, The Black Sheep's Daughter. Bila je ovo jedna od njegovih prvih holivudskih uloga.

## Kritike
Film Div zaradio je hvalospjeve kritičara i publike te postao jedan od najcjenjenijih filmova u povijesti. Bosley Crowther iz New York Timesa istaknuo je da "su redatelju Stevensu potrebna tri sata i sedamnaest minuta da ispriča svoju priču. To je puno vremena za pričanje o Teksasu, ali gospodin Stevens je snimio veliki film pa je Div s pravom jedan od najboljih filmova ove godine."
Variety je istaknuo da je Div "većinu vremena odličan film koji snažno djeluje na svim frontama: bez obzira radi li se samo o panoramskim scenama prašnjavih teksaških ravnica; osobnom i dramskom utjecaju same priče ili velikim porukama koje želi ispričati".
Na popularnoj Internet stranici Rotten Tomatoes, film ima 97% pozitivnih ocjena.

## Nagrade i nominacije

### Oscar
Film Div nominiran je u deset kategorija za prestižnu filmsku nagradu Oscar, a osvojio je jednu:
- Najbolji redatelj - George Stevens
- Najbolji film - Henry Ginsberg i George Stevens
- Najbolji glumac - Rock Hudson
- Najbolji glumac - James Dean
- Najbolja sporedna glumica - Mercedes McCambridge
- Najbolji adaptirani scenarij - Fred Guiol i Ivan Moffat
- Najbolja montaža - William Hornbeck, Philip W. Anderson i Fred Bohanan
- Najbolja kostimografija - Moss Mabry i Marjorie Best
- Najbolja scenografija (u boji) - Boris Leven i Ralph S. Hurst
- Najbolja originalna glazba - Dimitri Tiomkin

### Zlatni globus
Film Div nominiran je u dvije kategorije za nagradu Zlatni globus, ali nije osvojio niti jednu:
- Najbolji film (drama)
- Najbolji redatelj - George Stevens

## Vanjske poveznice
- Div u internetskoj bazi filmova IMDb-a
- Div (1956.) na Box Office Mojo